# شروع دوباره (زندگی‌نامه)
شروعِ دوباره (انگلیسی: Starting Over) یک کتاب زندگی‌نامه‌ای نوشتهٔ لاتویا جکسون، موسیقی‌دان و خواننده آمریکایی است. این کتاب در ۲۱ ژوئن ۲۰۱۱، از سوی گالری بوکز منتشر شد و  در هفته منتهی به ۲ ژوئیه ۲۰۱۱، در فهرست پرفروش‌ترین‌های نیویورک تایمز قرار گرفت.

## نسخه‌ها
نسخه گالینگور کتاب در ۲۱ ژوئن ۲۰۱۱ و جلد شومیز آن در ۲۹ می ۲۰۱۲ منتشر شد.

## برخورد
شروعِ دوباره، در هفته منتهی به ۲ ژوئیه ۲۰۱۱، به فهرست پرفروش‌ترین‌های نیویورک تایمز راه یافت. این دومین کتاب او بود که در این فهرست قرار گرفت، کتاب اول، لاتویا: بزرگ شدن در خانواده جکسون بود که در رتبه دوم قرار گرفت.

## خلاصه و مضامین
کتاب از جایی شروع می‌شود که زندگی‌نامه قبلی او، بزرگ شدن در خانواده جکسون، به پایان رسیده بود. جکسون در این کتاب به جزئیات رابطه مبتنی بر آزار خود با مدیر برنامه‌هایش، جک گوردون،  می‌پردازد که در نهایت به فرار جکسون از دست او منتهی شد. او در بخش آخر کتاب توضیح می‌دهد که چگونه برادرش، مایکل جکسون، به طور محرمانه به لاتویا گفته بود که می‌ترسد به خاطر املاک و حق انتشار آثارش کشته شود. لاتویا می‌نویسد در ماه‌های آخر پیش از مرگ مایکل، نگران جانش بود.